# Kozina (Słowenia)
Kozina (wymowaⓘ) – wieś w Słowenii, siedziba gminy Hrpelje-Kozina wraz z miejscowością Hrpelje. 1 stycznia 2017 liczyła 624 mieszkańców.